# Gmina Fabianki
Die Gmina Fabianki ist eine Landgemeinde im Powiat Włocławski der Woiwodschaft Kujawien-Pommern in Polen. Ihr Sitz ist das gleichnamige Dorf mit etwa 850 Einwohnern.

## Gliederung
Zur Landgemeinde Fabianki gehören 16 Dörfer (deutsche Namen bis 1945) mit einem Schulzenamt.
| - Bogucin (1939–1942 Bogucin, 1942–1945 Kirschenberg) - Chełmica Duża - Chełmica Mała (1939–1942 Klein Chelmica, 1942–1945 Helmbach) - Chełmica-Cukrownia - Cyprianka (1939–1942 Cyprianka, 1942–1945 Zippern) - Fabianki (1939–1942 Fabianki, 1942–1945 Fabiansdorf) - Krępiny - Kulin - Lisek (1939–1942 Lisek, 1942–1945 Fuschwinkel) | - Nasiegniewo (1939–1942 Nasegnewo, 1943–1945 Nessingen) - Skórzno (1939–1942 Skurschno, 1943–1945 Schörfeld) - Szpetal Górny (1939–1942 Schpetal Gurny, 1943–1945 Spittelberg) - Świątkowizna - Wilczeniec Fabiański (1939–1942 Wilczeniec-Fabiansk, 1943–1945 Wolfshuben) - Witoszyn Nowy - Witoszyn Stary |

Weitere Ortschaften der Gemeinde sind Łęg Witoszyn, Nowy Witoszyn, Osiek (1939–1942 Osiek, 1942–1945 Auental), Stary Witoszyn, Uniechowo (1939–1942 Uniechowo, 1943–1945 Nechenhof) und Wilczeniec Bogucki (1939–1942 Wilczeniec-Bogucki, 1943–1945 Wolfsanger).